# 캐나디안 블루스
캐나디안 블루스(Canadian blues)는 캐나다의 블루스 음악이다. 미국의 블루스, 즉 아프리카계 미국인이 만든 블루스 음악이 캐나다로 건너가 캐나다 식으로 현지화된 것이다.
캐나디안 블루스가 아니라 캐네디언 블루스라 하는 것이 맞으나, 블루스의 하위 장르 문서에 캐나디안이라 써져 있기에 이 표기도 존중한다.